# 仏国寺駅
仏国寺駅（プルグクサえき）は、大韓民国慶尚北道慶州市九政洞にかつて存在した韓国鉄道公社（KORAIL）東海線（旧東海南部線）の駅である。

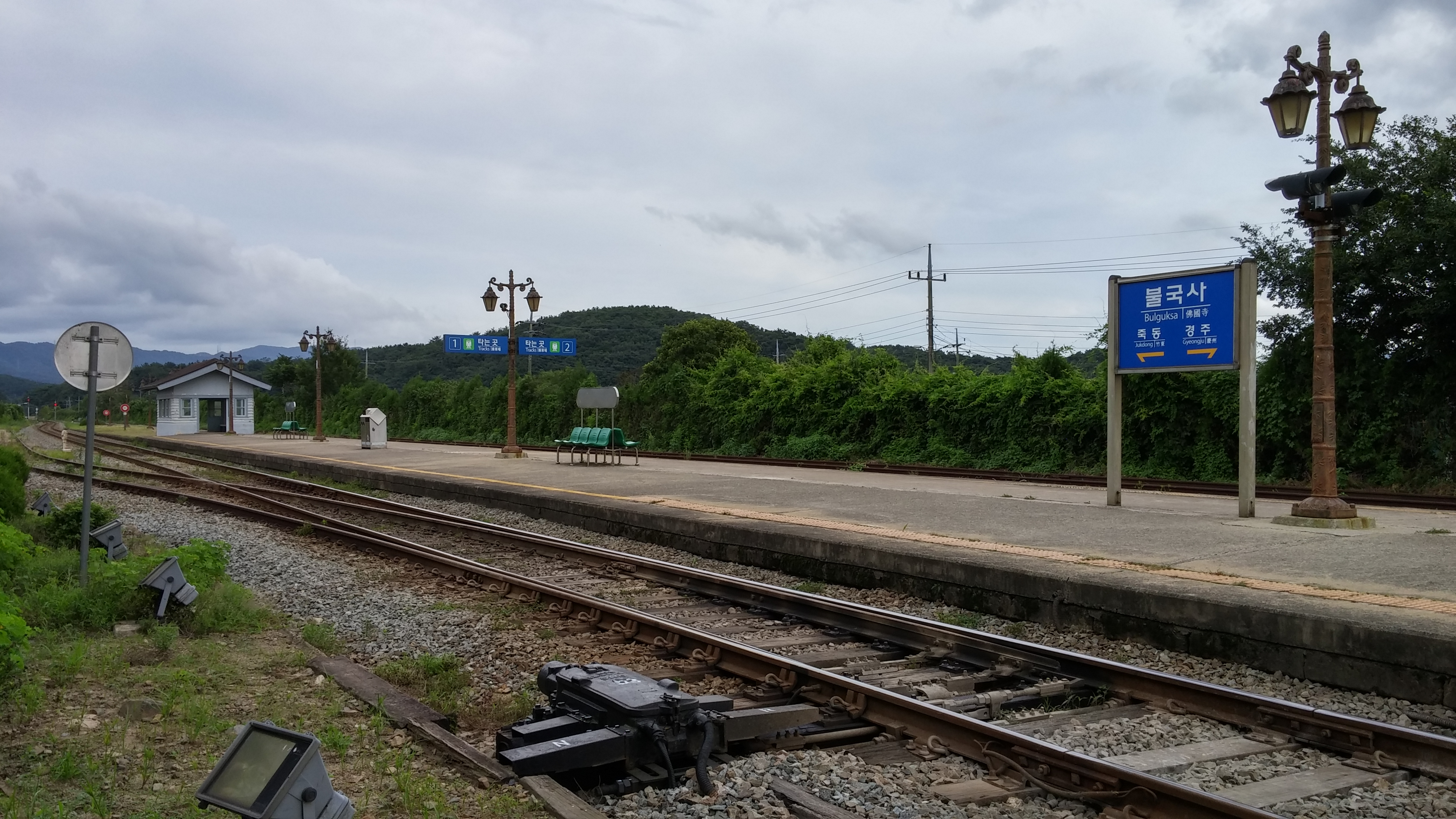
ホーム

## 駅周辺
- 仏国寺 - 駅名の由来。当駅から約3.5kmの位置にあり、バス・タクシーでアクセスできる。
- 石窟庵
- 仏国寺初等学校
- 仏国洞住民センター

## 歴史
- 1918年11月 - 開業。
- 2008年1月15日 - 3級普通駅から無配置簡易駅に降格。
- 2016年12月30日 - 東海南部線が東海線に編入。[1]
- 2021年12月28日 - 東海線複線電鉄化に伴う新設切り替えにより廃止。

## 隣の駅
韓国鉄道公社
東海線
虎渓駅 - (毛火駅) - (入室駅) - (竹東駅) - 仏国寺駅 - (東方信号場) - 慶州駅